# Cladiella klunzingeri
Cladiella klunzingeri is een zachte koraalsoort uit de familie Alcyoniidae. De koraalsoort komt uit het geslacht Cladiella. Cladiella klunzingeri werd in 1909 voor het eerst wetenschappelijk beschreven door Thomson & Simpson. 